# The Book Beri'ah - Keter
Keter est le disque numéro 1 du coffret The Book Beri'ah dont les pièces sont composées par John Zorn. Il est interprété par la chanteuse argentine Sofia Rei accompagnée du compositeur-arrangeur-guitariste JC Maillard, qui joue du saz basse et des percussions. Les paroles des chansons sont de Sofia Rei.  Keter est publié en tant qu'album en janvier 2019.

## Titres
| No | Titre    | Durée |
| -- | -------- | ----- |
| 1. | Ge'ulah  | 4:37  |
| 2. | Setumah  | 5:04  |
| 3. | Kayam    | 5:13  |
| 4. | Rachamim | 4:51  |
| 5. | Penimi   | 4:18  |
| 6. | Orot     | 6:29  |
| 7. | Tikkun   | 4:01  |
| 8. | Ketarim  | 5:31  |

## Personnel
- Sofia Rei - voix, charango
- JC Maillard - saz basse, kiku, charango, percussions

Invités
- Franco Pinna - batterie (4,7)
- Thierry Arpino - percussion (3)